# 皮斯科班巴
皮斯科班巴（西班牙語：Piscobamba），是秘魯的城鎮，位於該國北部安卡什大區，是馬里斯卡爾盧蘇里加省的首府，距離首都利馬730公里，海拔高度3,281米，始建於1574年。
8°53′S 77°21′W / 8.883°S 77.350°W